# Potentilla psammophila
Potentilla psammophila är en rosväxtart som beskrevs av Soják. Potentilla psammophila ingår i Fingerörtssläktet som ingår i familjen rosväxter. Inga underarter finns listade i Catalogue of Life.